# نور الدين زكري
نور الدين زكري (4 نوفمبر 1964 باتنة –) لاعب كرة قدم سابق ومدرب جزائري، درب أبرز الأندية الجزائرية، كما درب بعض الأندية السعودية والأندية العربية. أدار زكري سابقًا مولودية الجزائر في الرابطة الجزائرية المحترفة الأولى قبل أن يستقيل في 10 يوليو 2011 يتولى الآن تدريب نادي الخلود في الدوري السعودي للمحترفين.

## سيرة المدرب
حصل زكري على شاراته التدريبية، وهي رخصة UEFA Pro، في مركز تدريب كرة القدم الإيطالي الشهير المركز الفني الفيدرالي لكوفرسيانو ‏.

### بريرا كالتشيو
بدأ زكري في تدريب فريق بريرا كالتشيو المولود حديثًا في ميلانو عام 2000 في الدوري الإيطالي الدرجة الرابعة، لكنه أقيل بعد فترة وجيزة وحل محله والتر زينغا. عاد إلى بريرا كالتشيو في موسم 2005/2006 وفي الموسم التالي نجح في ترقية الفريق من بريما كاتيجوريا إلى بروموزيوني، واستقال بعد ذلك مباشرة.

### وفاق سطيف
في 8 ديسمبر 2009، أُعلن عن زكري مدربا لنادي وفاق سطيف الجزائري. في موسمه الأول، فاز زكري بكأس الجزائر وكأس شمال إفريقيا للأبطال وكأس شمال إفريقيا.
ومع ذلك، في 18 أغسطس 2010، أقيل زكري من منصبه الإداري بسبب النتائج السيئة التي حققها في دور المجموعات بدوري أبطال أفريقيا 2010، حيث حصل على نقطة واحدة فقط من مباريات المجموعة الثلاث الأولى. كانت الخسارة 1-0 أمام ديناموس الزيمبابوي بمثابة القشة الأخيرة لرئيس وفاق سطيف عبد الحكيم سيرار.

### مولودية الجزائر
في 11 مارس 2011 ، عُين زكري مدربًا لمولودية الجزائر ، خلفًا للفرنسي المنتهية ولايته آلان ميشيل.  وقع عقدًا لمدة 16 شهرًا مع النادي. في مباراته الأولى كمدرب ، خسرت مولودية الجزائر 4-1 أمام ديناموس إف سي الزيمبابوي في الجولة الأولى من دوري أبطال إفريقيا 2011 . إلا أن الفريق نجح في الفوز بمباراة الإياب 3-0 ليتأهل إلى الدور التالي. في 10 يوليو 2011 استقال زكري من منصبه.

### الإحصائيات الإدارية
آخر تحديث 9 سبتمبر 2020.
| الفريق               | الجنسية       | من             | إلى            | سجل |    |    |    |     |     |     |       |
| الفريق               | الجنسية       | من             | إلى            | G   | W  | D  | L  | GF  | GA  | GD  | Win % |
| -------------------- | ------------- | -------------- | -------------- | --- | -- | -- | -- | --- | --- | --- | ----- |
| وفاق سطيف            | الجزائر       | 8 أكتوبر 2009  | 18 أغسطس 2010  | 50  | 29 | 14 | 7  | 83  | 40  | +43 | 58.00 |
| نادي مولودية الجزائر | الجزائر       | 6 مارس 2011    | 19 يوليو 2011  | 22  | 7  | 11 | 4  | 25  | 20  | +5  | 31.82 |
| الأهلي شندي          | السودان       | 1 يوليو 2012   | 1 يونيو 2013   | 38  | 16 | 10 | 12 | 37  | 31  | +6  | 42.11 |
| نادي الرائد          | السعودية      | 6 يونيو 2013   | 16 فبراير 2014 | 25  | 7  | 6  | 12 | 19  | 31  | −12 | 28.00 |
| نادي الوكرة          | قطر           | 6 نوفمبر 2014  | 19 فبراير 2015 | 8   | 2  | 3  | 3  | 11  | 15  | −4  | 25.00 |
| وفاق سطيف            | الجزائر       | 24 نوفمبر 2018 | 5 فبراير 2019  | 9   | 5  | 1  | 3  | 11  | 6   | +5  | 55.56 |
| نادي الفيحاء         | السعودية      | 5 فبراير 2019  | 17 مايو 2019   | 12  | 5  | 2  | 5  | 18  | 17  | +1  | 41.67 |
| نادي ضمك             | السعودية      | 5 أكتوبر 2019  |                | 27  | 10 | 7  | 10 | 39  | 44  | −5  | 37.04 |
| Career totals        | Career totals | Career totals  | Career totals  | 191 | 81 | 54 | 56 | 243 | 204 | +39 | 42.41 |